# Arhysosage zamicra
Arhysosage zamicra là một loài Hymenoptera trong họ Andrenidae. Loài này được Engel mô tả khoa học năm 2000.